# Lonicera implexa
Lonicera implexa é uma espécie de planta com flor pertencente à família Caprifoliaceae. 
A autoridade científica da espécie é Aiton, tendo sido publicada em Hort. Kew. (W. Aiton) i. 231 (1789).
Os seus nomes comuns são madressilva ou madressilva-entrelaçada.

## Portugal
Trata-se de uma espécie presente no território português, nomeadamente os seguintes táxones infraespecíficos:
- Lonicera implexa var. implexa - presente em Portugal Continental. Em termos de naturalidade é nativa da região atrás referida. Não se encontra protegida por legislação portuguesa nem da Comunidade Europeia.
- Lonicera implexa var. valentina - presente em Portugal Continental. Em termos de naturalidade é nativa da região atrás referida. Não se encontra protegida por legislação portuguesa nem da Comunidade Europeia.